# Bahnhof Lauchhammer Ost
Der Bahnhof Lauchhammer Ost (früher: Lauchhammer) befindet sich in unmittelbarer Nähe zur Landstraße von Lauchhammer-Ost (früher: Bockwitz-Naundorf) nach Schwarzheide-West (früher: Zschornegosda) im Landkreis Oberspreewald-Lausitz im Süden des Landes Brandenburg.

## Geschichte

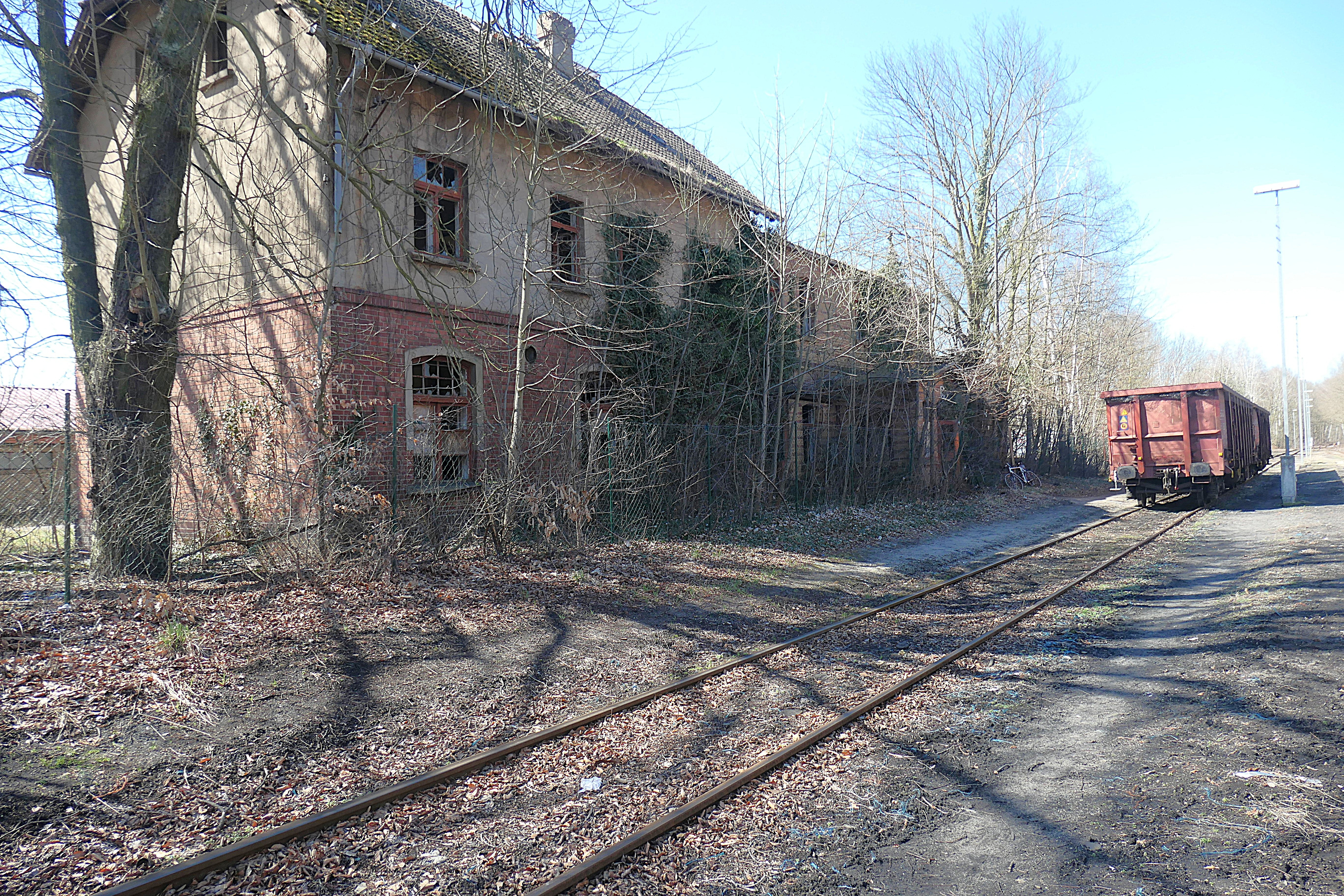
Ansicht von dem Bahnhof Lauchhammer-Ost Gleisseite im Jahr 2025

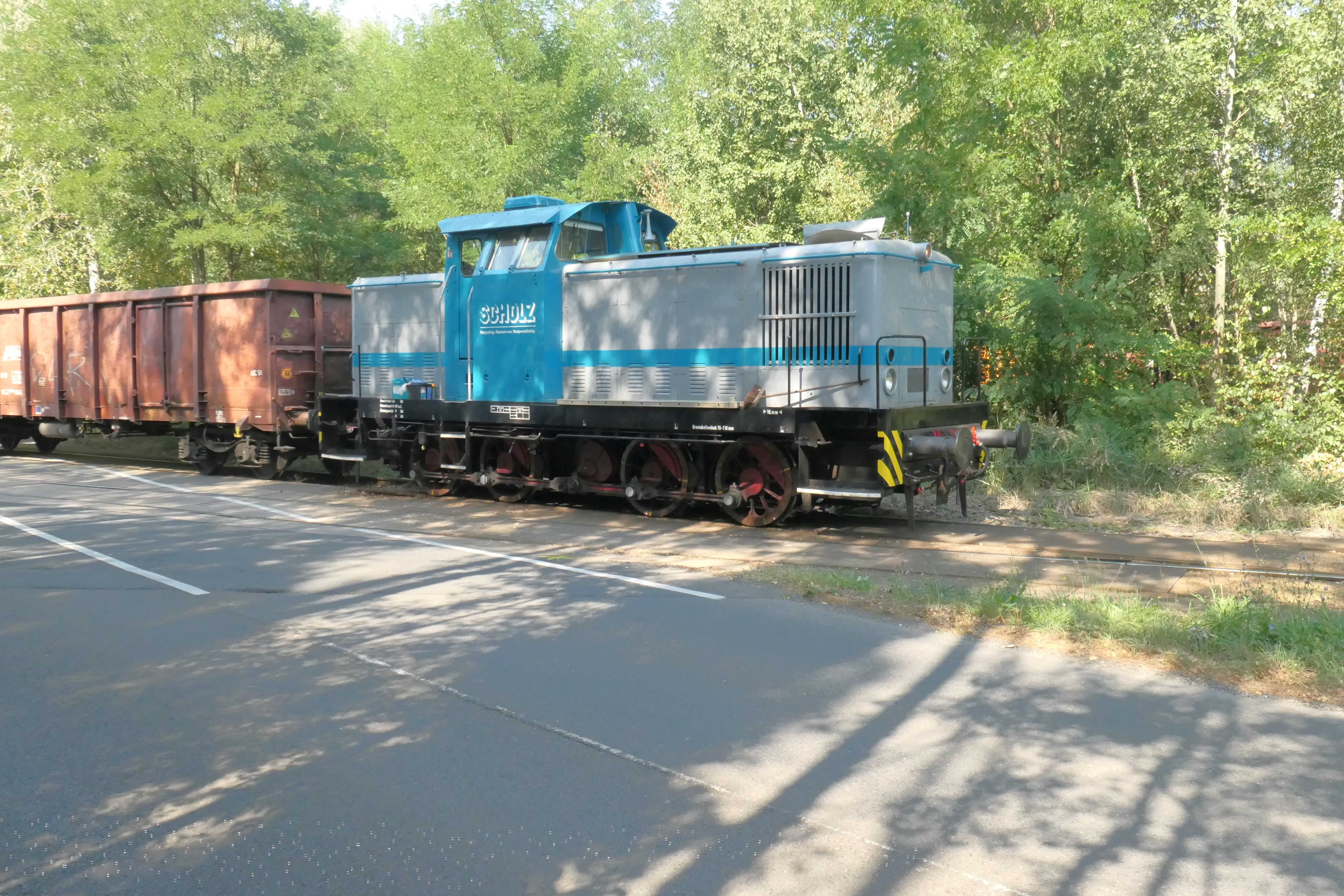
Vom Bahnhof Lauchhammer Ost führt ein Verbindungsgleis in die ehemalige Brikettfabrik 67, jetziger Nutzer: Scholz Recycling

Der Bahnhof wurde im Jahr 1875 mit der Eröffnung der Nebenstrecke von Ruhland zum Eisenwerk Lauchhammer durch die damalige Oberlausitzer Eisenbahn-Gesellschaft in Betrieb genommen. Die Zschipkau-Finsterwalder Eisenbahn (ZFE) betrieb bereits seit 1887 eine Kleinbahnstrecke nördlich von Lauchhammer, von der eine Reihe von Anschlussgleisen abzweigte. Ein bereits am 1. April 1896 zwischen Sallgast und Costebrau-Friedrichsthal (heute: Kostebrau) in Betrieb genommenes acht Kilometer langes Gleis wurde zum 16. Dezember 1897 mit der Inbetriebnahme der Werksbahn der Lauchhammerwerke um weitere vier Kilometer verlängert und damit das Werk mit der Strecke der ZFE verbunden. Die ZFE wollte auch den Bahnhof Lauchhammer anbinden, dazu musste jedoch der Status der Strecke geändert werden, da ein Teil der Trasse bereits auf sächsischem Gebiet lag und das preußische Kleinbahngesetz nicht galt.
Die Gesellschaft beschloss daraufhin die Umwandlung in eine Nebenbahn. Im Juni 1901 bekam sie die Genehmigung zum Bau der 5,1 Kilometer langen Strecke von Costebrau-Friedrichsthal nach Lauchhammer, welche am 1. September 1902 in Betrieb ging.
Im Personenverkehrs wurde der Bahnhof Anfang des 20. Jahrhunderts von jeweils drei Zugpaaren zwischen Sallgast und Lauchhammer sowie Lauchhammer-Werk über Lauchhammer nach Ruhland bedient. In den 1930er Jahren wuchs das Aufkommen zwischen Ruhland und dem Lauchhammerwerk auf bis zu acht Zugpaaren an Werktagen an. Der Ort wurde stark durch die Nachbarschaft der Brikettfabrik Lauchhammer-Ost geprägt. Die Versorgung der Brikettfabrik erfolgte nach Erschöpfung der Tagebaue in der Nähe über die Bahnstrecke Grünewalde–Kraftwerk 67, die im Bahnhofsbereich unmittelbar vor der Zschipkau-Finsterwalder Eisenbahn endete. Die produzierte Kohle wurde über die Strecke nach Ruhland abgefahren. In Lauchhammer-Süd befand sich eine weitere Brikettfabrik, die durch die Bahnstrecke Senftenberg–Lauchhammer-Süd versorgt wurde und im östlichen Bahnhofsbereich die Strecke nach Ruhland unterquerte. Diese Brikettfabrik führte ihre Briketts durch einen weiteren Anschluss von der Zschipkau-Finsterwalder Eisenbahn Richtung Ruhland ab.
Das Vorrücken der Tagebaue Kleinleipisch, Klettwitz und Klettwitz-Nord wirkte sich auf die Strecken im Bereich Lauchhammer aus. 1940/41 wurde die Strecke nach Kostebrau aufgrund des heranrückenden Tagebaus verlegt. In der Nähe des Lauchhammerwerks entstand außerhalb des Werksgeländes der Haltepunkt Lauchhammer Nord, der von den durchgehenden Zügen aus Ruhland über Lauchhammer nach Kostebrau und Sallgast bedient wurde. Während ursprünglich die Strecke in Richtung Kostebrau den Bahnhof Lauchhammer in östliche Richtung verließ und von der Strecke nach Ruhland abzweigte, fädelte die verlegte Strecke nach Norden aus, zweigte also vom Gleis zum Lauchhammerwerk ab.
Nach dem Zweiten Weltkrieg wurde der Verkehr zwischen Kostebrau und Sallgast eingestellt.
1950 entstand die Großgemeinde Lauchhammer aus einer Reihe von Dörfern, sie erhielt 1953 Stadtrecht. Der Bahnhof Lauchhammer wurde seitdem Lauchhammer Ost genannt. Im Personenverkehr wurde nach dem Zweiten Weltkrieg der Verkehr zum Lauchhammerwerk eingestellt. Der Bahnhof Lauchhammer Ost wurde 1950 von vier Zugpaare zwischen Kostebrau und Ruhland über Lauchhammer Nord und Ost bedient, je nach Richtung kamen ein bis zwei Züge zwischen Lauchhammer Ost und Ruhland an Werktagen hinzu.
1960 erfolgte die Einstellung des Personenverkehrs zwischen Lauchhammer Ost und Kostebrau, zum 30. September 1962 wurde auch der Personenverkehr zwischen Ruhland und Lauchhammer Ost eingestellt. Der Streckenabschnitt blieb für den Güterverkehr erhalten.
Der Streckenabschnitt Ruhland–Lauchhammer Ost diente nach dem Ende der Braunkohlenförderung für gelegentliche Aufgaben wie dem Materialtransport der abgebauten Strecken des Grubenbahnbetriebes. Im Jahr 2000 fanden Abraumtransporte vom Tagebau Klettwitz und Tagebau Klettwitz-Nord zu einem Restloch in Lauchhammer-Süd statt. Dabei wurden über eine Teil der Zschipkau-Finsterwalder Eisenbahn bis Lauchhammer Ost Abraumtransport bis zum ehemaligen Abzweig zur ehemaligen Brikettfabrik 69 und auf diesen entlang gefahren. Heute dient die Bahn als Bahnhofsnebengleis des Bahnhofs Ruhland, hauptsächlich für den Umschlag bei Scholz Recycling, die den ehemaligen Gleisanschluss zur Brikettfabrik mit nutzt. Bei Schwarzheide-Ost existiert ein Gleisanschluss zu BASF Schwarzheide.